# Minuartia picta
Minuartia picta är en nejlikväxtart som först beskrevs av James Edward Smith, och fick sitt nu gällande namn av Joseph Friedrich Nicolaus Bornmüller. Minuartia picta ingår i släktet nörlar, och familjen nejlikväxter. Inga underarter finns listade i Catalogue of Life.